# Rahm Emanuel
Rahm Israel Emanuel (Chicago, 29 de noviembre de 1959) es un político estadounidense del Partido Demócrata y actual embajador de Estados Unidos en Japón. Fue miembro de la Cámara de Representantes desde 2003 hasta 2009 por el 5º distrito de Illinois. Desde enero de 2009 hasta octubre de 2010 fue el Jefe de Gabinete de la Casa Blanca con Barack Obama.
Emanuel fue jefe de campaña del Partido Demócrata para las elecciones al Congreso de 2006. Después de que el partido obtuviera la mayoría en la Cámara de Representantes, fue elegido presidente para el siguiente Caucus. Entre los demócratas de la Cámara ocupa el cuarto puesto en importancia, por detrás de la presidenta Nancy Pelosi, el líder Steny Hoyer y Jim Clyburn.
Su actividad política se caracteriza por un marcado estilo y la habilidad para la recaudación de fondos. Es coautor, junto a al Presidente del Consejo Demócrata Bruce Reed, del libro de 2006, The Plan: Big Ideas for America. Forma parte de la coalición Nuevos demócratas, una agrupación de congresistas con una ideología afín. El 5 de noviembre de 2008, después de la victoria de Barack Obama, este ofreció a Emanuel ser el jefe del gabinete con la nueva administración a partir de enero de 2009, cargo que aceptó un día más tarde. El 2 de octubre de 2010 que decidió alejarse del puesto para presentarse como candidato a la Alcaldía de Chicago que ganó el 24 de febrero de 2011.
El 22 de enero de 2013 se sumó a la larga lista de políticos e instituciones en hacer un llamamiento a la población en general para que abandonen el consumo de productos animales y adopten una alimentación vegana, como manera de frenar la creciente mortalidad prematura por enfermedades como cardiovasculares, cáncer, diabetes, etc. y para frenar la emisión de gases invernadero.

## Administración Clinton
Tras la campaña, Emanuel se desempeñó como asesor principal de Clinton en la Casa Blanca de 1993 a 1998. En la Casa Blanca, Emanuel fue inicialmente asistente del presidente para asuntos políticos,[35] y luego asesor principal del presidente para política y estrategia. Fue un estratega destacado en los esfuerzos de la Casa Blanca para implementar el TLCAN, entre otras iniciativas de Clinton.
Emanuel es conocido por su estilo implacable, que le ha valido el apodo de "Rahmbo". Emanuel envió un pez muerto en una caja a un encuestador que se retrasó en la entrega de los resultados de las encuestas. La noche después de las elecciones de 1992, furioso con los demócratas y republicanos que los "traicionaron" en las elecciones de 1992, Emanuel se levantó en una cena de celebración con colegas de la campaña, clavó un cuchillo de carne en la mesa y empezó a recitar nombres mientras gritaba "¡Muerto! ¡Muerto! ¡Muerto!". Antes de que Tony Blair diera un discurso a favor de Clinton durante la crisis del impeachment, se dice que Emanuel le gritó a Blair "¡No lo arruines!" mientras Clinton estaba presente. Blair y Clinton estallaron en carcajadas. Sin embargo, para 2007, amigos de Emanuel decían que se había "suavizado". Historias sobre su estilo personal han entrado en la cultura popular, inspirando artículos y sitios web que narran estas y otras citas e incidentes. Se decía que el personaje Josh Lyman en The West Wing estaba basado en Emanuel, aunque el productor ejecutivo Lawrence O'Donnell lo negó.

## Vida personal
Emanuel y su esposa, Amy Merritt Rule, tienen un hijo y dos hijas. En 2011, su familia vivía en el barrio de Ravenswood, al norte de Chicago. Rule se convirtió al judaísmo poco antes de su boda. Emanuel es amigo cercano de su compatriota de Chicago, David Axelrod, estratega principal de la campaña presidencial de Obama de 2008 y 2012, y Axelrod firmó la ketubá, el contrato matrimonial judío, en la boda de Emanuel. Los Emanuel son miembros de la sinagoga de Chicago Anshe Sholom B'nai Israel. El rabino Asher Lopatin, de la congregación, describió a la familia de Emanuel como «una familia judía muy comprometida», y añadió que «Amy fue una de las maestras de una clase para niños durante las Altas Fiestas hace dos años». Emanuel ha dicho sobre su judaísmo: «Estoy orgulloso de mi herencia y valoro mucho los valores que me ha enseñado». Sus hijos asistieron a las escuelas privadas de laboratorio de la Universidad de Chicago, en el barrio de Hyde Park, al sur de Chicago.
Cada año, durante las vacaciones de invierno, Emanuel realiza un viaje familiar para que sus hijos conozcan otras culturas y partes del mundo. Anteriormente, ha viajado a Vietnam, India, Kenia, Zambia y Sudamérica. En 2015, programó su viaje de vacaciones a la isla de Cuba. Emanuel es fan de JoJo desde hace mucho tiempo y asistió a su concierto en Chicago en noviembre de 2016. Entrena y participa en triatlones. En 2011, quedó en noveno lugar entre 80 competidores de su categoría. Apasionado del ciclismo, monta una bicicleta de carretera Parlee de última generación, hecha a medida.